# Прачадипок
Прачадипок, он же Рама VII (тайск. พระปกเกล้าเจ้าอยู่หัว Phra Pokklao Chaoyuhua; 8 ноября 1893, Большой дворец, Пхра Накхон, Раттанакосин — 30 мая 1941, Суррей, Англия, Великобритания) — седьмой король Сиама с 1925 по 1935 из династии Чакри.
Рама VII был последним абсолютным монархом и первым конституционным монархом Сиама. В результате революционных событий 1932 года Сиам перешёл к конституционной форме правления, а в марте 1935 года король Прачадипок отрёкся от престола.

## Ранние годы

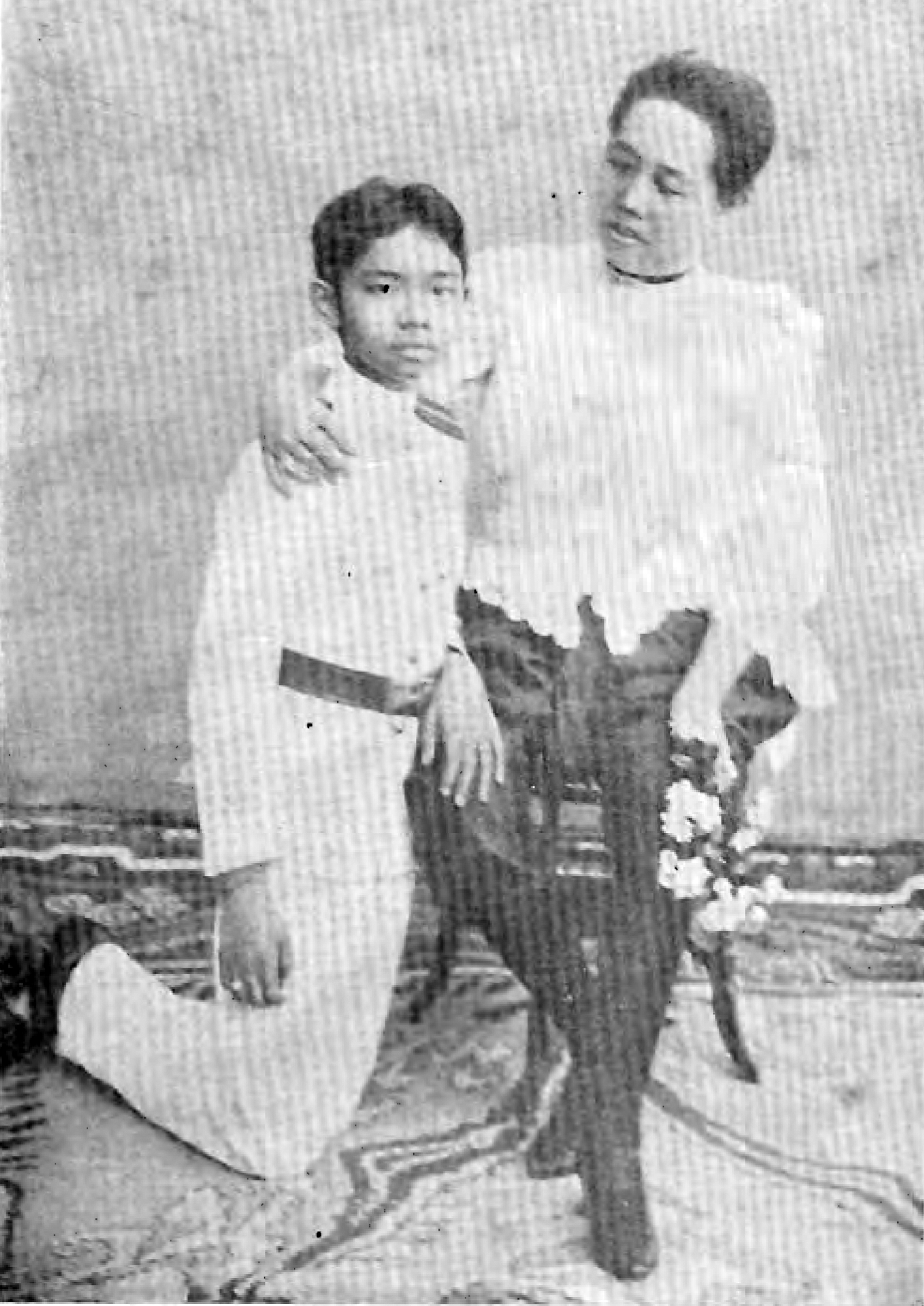
Молодой Прачадипок и его мать,Саовабха Пхонгшри

Сомдет Чаофа Прачадипок Сакдидет (тайский: สมเด็จเจ้าฟ้าประชาธิปกศักดิเดชน์) родился 8 ноября 1893 года в Бангкоке, Сиам (ныне Таиланд) в семье  короля Чулалонгкорна и одной из его жён  — королевы Саовабхи. Принц Прачадипок был самым младшим из девяти детей, рождённых от пары. Он был вторым самым младшим ребёнком короля (в общей сложности 77), а также 33-м и младшим из сыновей Чулалонгкорна.
Понимая, что претендовать на трон вряд ли удастся, принц Прачадипок решил продолжать военную карьеру. Как и многие из детей короля, он был отправлен учиться за границу, посещал Итонский колледж в 1906 году, затем Военную академию Вулиджа, которую окончил в 1913 году. Он получил назначение в Королевскую конную артиллерию в британском Armybased в Олдершота. 
В 1910 году Чулалонгкорн умер и его сменил старший брат Прачадипока (также сын королевы Саовабха), кронпринц Вачиравуд, который стал королем Рамой VI. Принц Прачадипок тогда служил как в британской армии, так и в Королевской сиамской армии. С началом Первой мировой войны и провозглашением сиамского нейтралитета, король Вачиравуд приказал своему младшему брату оставить свою британскую комиссию и вернуться в Сиам немедленно, что было вразрез с желаниями принца, который хотел служить со своими людьми на Западном фронте. После этого Прачадипок стал высокопоставленным военным чиновником в Сиаме. 
В 1917 году Прачадипок на три месяца был рукоположён как монах, как это было принято для большинства буддийских сиамских мужчин.
В августе 1918 года князь Прачадипок женился на своей подруге детства и кузине Мом Чао Рампхаипханни, потомке короля Монгкута (дед Прачадипока), и его королевского консорта Пиам. Они поженились во дворце Сукхотай с благословения короля.
После окончания войны в Европе, он обучался в Сен-Сир во Франции, а затем вернулся в Сиам в качестве военного. За это время он получил дополнительный титул Кром Луанг Сукотаи (Принц Сукхотае). Прачадипок жил со своей женой в дворце Сукхотай , рядом с рекой Чао Прайя. У пары не было детей. Прачадипок вскоре начал быстро продвигаться в очереди на престолонаследие, так как все его братья умерли в течение относительно короткого периода времени. 
В 1925 году король Вачиравуд умер в возрасте 44 лет. Прачадипок стал абсолютным монархом всего в тридцать два года. Он был коронован королем Сиама 25 февраля 1926 года.

## Правление
Его правление было самым коротким в истории династии Чакри. В его короткое правление Сиам, как и сам король, переживал период великих исторических событий, политических стремлений, социально-политического изменения и экономической модернизации.

### Последний абсолютный монарх
Относительно неподготовленный к своим новым обязанностям, Прачадипок тем не менее был умён, дипломатичен в отношениях с другими, скромен и стремился учиться. Однако он унаследовал серьезные политические и экономические проблемы от своего предшественника. Бюджет был дефицитным, а королевские финансовые счета были в серьезном расстройстве. Весь мир был в агонии от Великой депрессии.
В рамках институциональной инновации, направленной на восстановление доверия к монархии и правительству, Прачадипок объявил о создании Верховного совета Государства Сиам. Этот совет состоял из пяти опытных членов королевской семьи. Таким образом, в совет вошли трое членов королевской семьи (дяди короля): принц Бханурангси, принц Нарис и принц Дамронг Ратчанубаб, а также два его сводных брата, принц Китиякон (принц Чантабури) и принц Борипхат.
Многие принцы Верховного совета считали своим долгом исправить ошибки предыдущего правления, но их действия не получили всеобщего признания, поскольку правительство не сообщило общественности о цели проводимой ими политики, чтобы исправить крайнюю финансовую расточительность короля Вачиравуда. Постепенно эти принцы присвоили себе власть, монополизировав все основные министерские должности и назначив своих сыновей и братьев как на административные, так и на военные должности. К апрелю 1926 года почти весь кабинет министров был заменен вновь назначенными принцами или дворянами, и только три бывших члена были назначены повторно Семейные назначения вернули талантливых и опытных людей, но также ознаменовали возвращение к королевской олигархии.
Король явно хотел продемонстрировать явный разрыв с дискредитировавшим себя правлением Рамы VI, и выбор людей для назначения на высшие должности, по-видимому, в значительной степени отвечал его желанию восстановить правительство типа Чулалонгкорна. В отличие от своего предшественника, король читал практически все государственные газеты, которые приходили к нему, от министерских представлений до петиций граждан. Король был скрупулезным и добросовестным; он получал комментарии и предложения от ряда экспертов и изучал их, отмечая положительные моменты в каждом представлении, но когда были доступны различные варианты, он редко мог выбрать лучший и отказаться от других. Он часто полагался на Верховный совет, чтобы подтолкнуть его в определенном направлении.
С самого начала своего правления король Прачадипок остро осознавал необходимость политических изменений для сохранения монархии. Он рассматривал свой недавно созданный Верховный совет как институциональный контроль над властью абсолютного монарха. В 1926 году Прачадипок экспериментировал с использованием Тайного совета, который в то время насчитывал более 200 членов, в качестве квази-законодательного органа. Это большое собрание оказалось слишком громоздким, и в 1927 году Прачадипок создал Комитет Тайного совета, состоявший из 40 членов, выбранных из королевской семьи или знати. Комитет был положительно воспринят прессой и был задуман как предшественник парламента или Национального собрания. Однако на практике Комитет оставался относительно малоэффективным и, к сожалению, не превратился в более мощный или представительный орган.
В 1926 году Прачадипок написал своему американскому советнику Фрэнсису Б. Сейру обширный меморандум под названием «Проблемы Сиама», в котором изложил девять вопросов, которые, по его мнению, были наиболее серьезными, с которыми сталкивается нация. Третий вопрос заключался в том, должна ли Сиам иметь парламентскую систему, в чем Прачадипок сомневался. Четвертый вопрос касался того, готов ли Сиам к представительному правительству, на что Прачадипок ответил: «Мое личное мнение — категорически НЕТ». Однако король действительно видел возможность провести реформу на местном уровне как «следующий шаг в нашем образовательном движении к демократии». В 1926 году он начал разработку концепции prachaphiban, или «муниципалитета», которая появилась в конце правления Рамы V как закон, касающийся общественного здравоохранения и санитарии. Была получена информация о местном самоуправлении в соседних странах, и были составлены предложения, позволяющие некоторым муниципалитетам повышать местные налоги и управлять своими собственными бюджетами. Тот факт, что общественность не была достаточно образована, чтобы заставить данную схему работать, препятствовал успеху этого административного предприятия короля. Тем не менее, идея научить сиамцев концепции демократии посредством децентрализации власти в муниципалитетах стала, по мнению Прачадипока, фундаментальной для разработки политики в будущем. Однако, Ясукити Ятабэ, японский посланник в Сиаме, раскритиковал путь короля за то, что он не будет достигнут через сто лет.
В сентябре 1931 года Великобритания отказалась от золотого стандарта и девальвировала фунт стерлингов на 30 процентов. Это создало кризис для Сиама, поскольку большая часть его иностранной валюты хранилась в фунтах стерлингов. Министр финансов поддерживал в Сиаме золотой стандарт, привязав валюту к доллару США, но дебаты об этой политике бушевали в правительстве до 1932 года. Одним из последствий этой политики было то, что экспорт риса из Сиама стал дороже, чем у экспортеров-конкурентов, что отрицательно сказалось на доходах страны.
В середине октября 1931 года король вернулся из поездки в Канаду и США и приказал принцу Девавонгсе Варопракару, министру иностранных дел, подготовить конституцию. Задача составления этого документа была поручена американцам Раймонду Б. Стивенсу и Пхая Шри Висарн Ваджа. В марте следующего года они представили «Обзор изменений в форме правления» вместе со своими комментариями. Первоначально Прачадипок планировал объявить о новой конституции нации 6 апреля на открытии Мемориального моста в ознаменование 150-летия династии Чакри. Эти предложения встретили сильное сопротивление со стороны принца Дамронга и других членов королевской семьи. Верховный совет, и, несмотря на его собственные опасения, что отказ от продолжения приведет к перевороту против его правительства, король в конечном итоге отказался от запланированного объявления.
20 января 1932 года, когда страна погрузилась в глубокую депрессию, король созвал «круглый стол», чтобы обсудить множество конкурирующих аргументов и договориться о том, как справиться с кризисом. На этой встрече было принято решение о значительном сокращении государственных расходов и реализация программы сокращения расходов. Две недели спустя, 5 февраля, король обратился к группе офицеров и подробно рассказал об экономической ситуации. В этой речи он заметил: «Я сам вообще ничего не знаю об управлении финансами, и все, что я могу сделать, это прислушаться к мнению других и выбрать лучшее ... Если я совершил ошибку, я считаю, что действительно заслуживаю прощения народом Сиама». Ни один из предыдущих монархов никогда не говорил так честно. Речь широко освещалась, и многие интерпретировали его слова не как откровенный призыв к пониманию и сотрудничеству, а как знак о слабости и доказательстве того, что система правления ошибающихся автократов должна быть отменена.

### Сиамская революция 1932 года
24 июня 1932 года в Таиланде произошла революция, в ходе которой Прачадипок принял предложение о провозглашении в стране конституционной монархии. 
Небольшая группа солдат и государственных служащих начала тайный заговор с целью свержения абсолютной монархии и установления конституционного правительства. 
Утром 24 июня 1932 года партия «Кхана Ратсадон» осуществила почти бескровную «революцию». Пока Прачадипок находился во дворце Клай-Кангвон в Хуахине, заговорщики взяли под свой контроль тронный зал Ананда-Самакхом в Бангкоке и арестовали ключевых должностных лиц (в основном принцев и родственников короля). Народная партия потребовала, чтобы Прачадипок стал конституционным монархом и предоставил тайскому народу конституцию. В случае отрицательного ответа они оставляли за собой право объявить Сиам республикой. Король немедленно принял предложение Народной партии, и 10 декабря была обнародована первая «постоянная» конституция Сиама.
Прачадипок вернулся в Бангкок 26 июня и принял заговорщиков на королевской аудиенции. Когда они вошли в комнату, Прачадипок поприветствовал их, сказав: «Я встаю в честь Кхана Ратсадона» . Это был значительный жест, потому что, согласно предыдущим королевским ритуалам, монархи должны были оставаться на своих местах, пока их подданные делали почтение. Прачадипок признал изменившиеся обстоятельства. Эра абсолютной монархии в Таиланде закончилась.

### Первый конституционный монарх
На ранних этапах конституционной монархии король и роялисты, казалось, могли пойти на компромисс с «Кхана Ратсадон». Конституционный законопроект, разработанный Приди Паномионгом и задуманный как постоянный, стал временным. Новая конституция частично восстановила утраченную власть и статус монарха. Среди них — введение неизбираемой половины Палаты представителей и право королевского вето. Первый премьер-министр страны Пхрая Манопхакон Нититхада был дворянином-консерватором и роялистом.
Но вскоре компромисс перерос в противостояние роялистов и сторонников «Кхана Ратсадон».
В октябре 1933 года принц Боворадет, бывший министр обороны, возглавил вооруженное восстание против правительства. Во время «восстания Боворадета», мятежный принц мобилизовал несколько провинциальных гарнизонов и двинулся на Бангкок, заняв аэродром Донмыанг. Принц Боворадет обвинил правительство в неуважении к монарху и в продвижении коммунизма и потребовал отставки лидеров правительства. Восстание было подавлено.
Король не поддерживал восстание Боворадета напрямую, лишь тайно финансируя. Восстание снизило престиж короля. Когда началось восстание, Прачадипок немедленно сообщил правительству, что сожалеет о раздоре и гражданских беспорядках. Затем королевская чета нашла убежище в Сонгкхла, на крайнем юге. Уход короля со сцены «Кхана Ратсадон» истолковало как невыполнение своего долга. Не оказав полной поддержки правительственным силам, он (король) подорвал их доверие к монарху.
В 1934 году Национальная ассамблея проголосовала за внесение поправок в гражданский и военный уголовные кодексы. Король наложил вето на изменения в разделении между личным и королевским имуществом, поскольку он не хотел платить налоги, и протестовал против поправки, по которому уменьшалась роль короля в рассмотрении смертного приговора в судах. После многих поражений от «Кхана Ратсадон» король, казалось, изменил свою позицию и выразил поддержку демократии и обвинил «Кхана Ратсадон» в антидемократических действиях. 
Прачадипок, отношения которого с «Кхана Ратсадон» еще более испортились, отправился в путешествие по Европе, прежде чем приехать в Англию для лечения. Он продолжал переписываться с правительством относительно условий, при которых он будет продолжать выполнять королевские обязанности. Прачадипок пытался сохранить за собой некоторые королевские полномочия, такие как право вето на закон без возможности отмены (другие разногласия касались королевских активов и королевских льгот). После того, как правительство не подчинилось, 14 октября Прачадипок объявил о своем намерении отречься от престола, если его просьбы не будут выполнены. Народная партия отклонила ультиматум, что стало последней каплей в решении Прачадипока отречься от престола.

## Отречение от престола

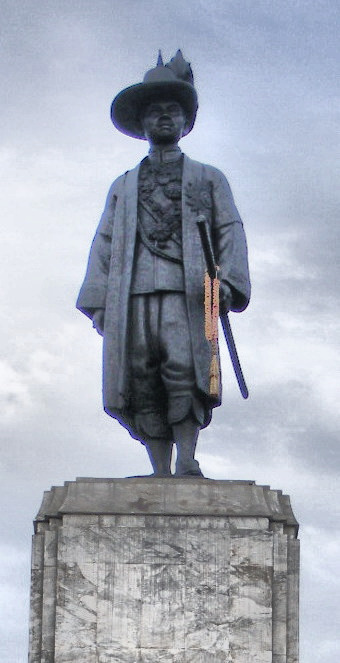
Памятник Прачадипоку в Нонтхабури

2 марта 1935 года, обвинив правительство в несоблюдении демократических принципов король Сиама Рама VII отрёкся от престола, передав трон своему племяннику Ананде Махидону. Прачадипок сделал краткое заявление с критикой режима: «Я готов передать полномочия народу, которыми я прежде обладал, но я не желаю передавать их какому-либо человеку или какой-либо группе для использования в автократическом стиле, не прислушиваясь к голосу людей».
Реакция на отречение Прачадипока была сдержанной. На смену абсолютизму монархии пришёл абсолютизм Народной партии, а за кулисами вырисовывались военные в качестве окончательного арбитра власти.
30 мая 1941 года экс-король Прачадипок умер от сердечного приступа.